# Hohenstein (Hesse)
Hohenstein es un municipio situado en el distrito de Rheingau-Taunus, en el estado federado de Hesse (Alemania). Tiene una población estimada, a fines de 2023, de 6212 habitantes.